# Stipa fontanesii
Stipa fontanesii là một loài thực vật có hoa trong họ Hòa thảo. Loài này được Parl. miêu tả khoa học đầu tiên năm 1850.